# Dendi (Westafrika)

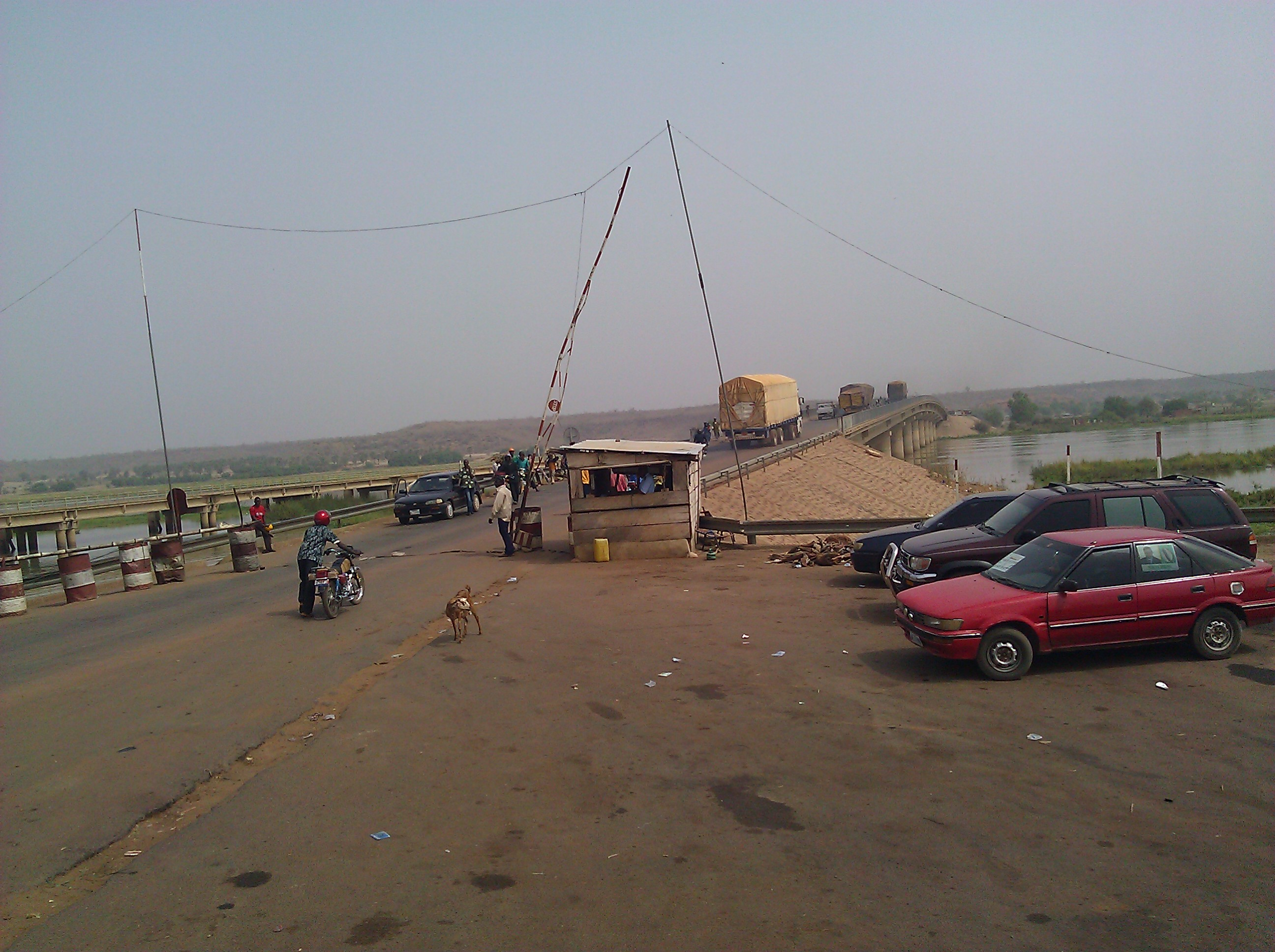
Im Zentrum von Dendi: Brücke über den Niger zwischen Benin und Niger bei Gaya

Dendi (auch: Dandi) ist eine ehemalige Provinz des Songhaireichs und eine Landschaft im Grenzgebiet von Benin, Niger und Nigeria.

## Provinz
Dendi war im 16. und 17. Jahrhundert eine Provinz des Songhaireichs. Der Name Dendi kommt aus der Sprache Songhai und bedeutet „Wasserstrom“, insbesondere flussabwärts. Er bezeichnet die Provinz flussabwärts des Nigers südlich von Kukiya, gelegen im heutigen Mali und Niger.
Nach der Schlacht von Tondibi im Jahr 1591 flüchteten die besiegte Dynastie der Askiya und ihre Anhänger nach Dendi. Dort widerstanden sie den Eroberern aus Marokko und versuchten noch einige Jahrzehnte lang die Tradition des Songhaireichs aufrechtzuerhalten. Die Provinz löste sich Stück für Stück in mehrere kleine, jeweils von Askiya beherrschte Herrschaftssitze auf – namentlich Ayérou, Bangou Koirey, Bangou Tara, Dargol, Garbougna, Guériel, Karma, Kokorou, Kolmane, Kossogo, Namaro, Sansané Haoussa, Saya, Sikièye, Téra, Yonkoto und Zarakoira – und hörte schließlich auf zu existieren.

## Landschaft
Der Name Dendi übertrug sich auf ein weiter im Süden gelegenes Gebiet am Fluss Niger, das sich in der zweiten Hälfte des 18. Jahrhunderts als Einheit herausbildete. Dessen Zentren sind heute die Städte Gaya in Niger, Kamba in Nigeria und Malanville in Benin. In der Landschaft bildete sich in vorkolonialer Zeit kein bedeutendes politisches oder wirtschaftliches Zentrum heraus, sie lag vielmehr an der Peripherie mächtigerer Einheiten wie den Hausastaaten und den Staaten von Borgu.
Die Hauptethnien in Dendi sind die Tyenga, die Zarma, die Songhai, die Hausa, die Bariba und die Fulbe. In vorkolonialer Zeit, also bis ins 19. Jahrhundert, hatten die aus dem untergegangenen Songhaireich zugewanderten Songhai die politische Herrschaft inne, während die schon länger ansässigen Tyenga ihre Macht vor allem aus der Verantwortung für die vorislamischen Kulte bezog. Beide Gruppen – Songhai und Tyenga – vereinigten sich hier zu einer neuen ethnischen Gruppe, den Dendi. Sie teilen eine gemeinsame Sprache auf Songhai-Basis, das Dendi.
Dendi war wie Birni-N’Konni und Dogendoutchi ein Zentrum des Besessenheitskults Bori, der infolge der Islamisierung bis Mitte der 1950er Jahre fast vollständig verschwand. Aus anderen Regionen zugezogene Händler machten die im Dreiländereck gelegene Landschaft in der zweiten Hälfte des 20. Jahrhunderts zu einem wichtigen Handelszentrum. Gehandelt werden landwirtschaftliche Produkte aus der Region wie Reis, Hirse und Mais, Fertigwaren wie Gebrauchtwägen, Second-Hand-Kleidung, Zement und Zigaretten sowie Öl.